# Mulopo Kudimbana
Mulopo Kudimbana (Bruxelles, 21 gennaio 1987) è un calciatore belga naturalizzato congolese (Repubblica Democratica del Congo), portiere del Royal Léopold.

## Carriera

### Club
Ha sempre giocato nel campionato belga.

### Nazionale
Ha esordito con la nazionale nel 2008.